# Суворов, Николай Иванович (краевед)
Суво́ров Никола́й Ива́нович (8 марта 1816 — 11 мая 1896) — вологодский историк-краевед, основоположник исторического источниковедения, исторической журналистики и музейного дела в Вологде, основные труды посвящены церковно-археологическому наследию монастырей Вологодской губернии; преподаватель Вологодской духовной семинарии, статский советник (1876 год).

## Биография
Отец — священник Утмановской Николаевской церкви в Никольском уезде Вологодской губернии. В 1830 году окончил Устюжское духовное училище, в 1836 году — Вологодскую духовную семинарию, в 1840 году — Московскую духовную академию.
С 1841 года работает в Вологодской духовной семинарии. Основными предметами его преподавательской деятельности были всеобщая и русская гражданская история. Также в разное время вёл курсы греческого языка, словесности, Священного Писания, исполнял обязанности помощника инспектора и инспектора семинарии. В 1882 году награждён знаком отличия за 40 лет беспорочной службы по духовно-учебному ведомству. В 1883 году вышел в отставку. С 1885 года являлся членом Вологодского епархиального училищного совета. Награждён орденом Святой Анны III степени (1864 г.), орденом Святой Анны II степени (1869 г.), орденом Святого Владимира IV степени (1879 г.).
Сотрудник газеты «Вологодские губернские ведомости».

## Общественная деятельность
Н. И. Суворов был одним из инициаторов создания духовно-просветительского и благотворительного Вологодского Спасовсеградского братства и Вологодского епархиального древлехранилища, положившего начало собранию, впоследствии ставшему основой Вологодского музея-заповедника. Член Императорского русского археологического общества (с 1860 г.), Императорского географического общества (с 1861 г.)
Был похоронен на Богородском (Глинковском) кладбище.
Сын Иван Николаевич Суворов (1860—1926 гг.) — также историк-краевед, преподаватель Вологодской духовной семинарии, глава Вологодской постоянной церковно-археологической комиссии любителей истории и древностей, автор многочисленных научных работ по истории и сохранению памятников культуры Вологодской губернии.